# 都農神社
32°15′47″N 131°33′31″E / 32.2631°N 131.5586°E
都農神社（日语：／ Tsuno-jinja */?）是日本宮崎縣兒湯郡都農町川北的神社，社格是式內小社、日向國一宮、國幣小社和別表神社，祭神是大己貴命。氏子方面，根據《日本社寺大觀》記載是約1600戶，《式內社研究報告》稱1952年時有2023戶，1978年時則與《神社名鑑》、《全國神社名鑒》同樣記載為2500戶，《神社名鑑》另外也指有崇敬者10,000人。文化財方面，「都農一之宮的樟樹」是都農町指定文化財。

## 位置與名稱
神社位於都農川流域以及國道10號沿線，距離都農站約兩公里。行政區劃方面，神社原屬日向國兒湯郡都濃鄉（又稱都野鄉或都農鄉），後為都農町和都農村，大字是川北，小字是宮尾。名稱方面，源於地名都野，此地名見於《和名類聚抄》，也寫成都濃、都農或津野，反映當地曾經是角朝臣的居住地，《延喜式神名帳》九條家本、吉田家本、《神名帳考證》和《大日本社寺大觀》均稱神社為「都農」，《延喜式神名帳》武田本則寫作「都濃」。1895年的《國幣小社都農神社明細圖書》則引用《塵添壒囊鈔》，指當地有座稱為吐濃峯的山峰以及有神明稱為吐乃大明神。

## 歷史
根據神社官方說法，神社創建自神武天皇即位六年前，神武天皇在東征途經此地時，祈求國土平安、海上平穩以及武運長久，並且在此地供奉祭神而來。《國幣小社都農神社明細圖書》則指秦河勝在推古天皇在位時曾經奉獻鬼臉面具至神社，因此創建時期可能及至推古天皇時期或更早，與此同時也記載到神功皇后在新羅征討後勸請神武天皇供奉的神明而創建神社。
根據《續日本後紀》承和4年8月1日（837年9月4日）條記載，神社以「子湯郡都濃神」名義與同郡的妻神、宮崎郡的江田神以及諸縣郡的霧島岑神一同獲列為官社，其後根據同書承和10年9月19日（843年10月15日）條記載，神社與高智保皇神一同從無位獲敘從五位下的神階。天安2年10月22日（858年11月30日），根據《日本三代實錄》記載，神社在內的日向國內五神於清和天皇即位後獲升敘，都農神由從五位上升至從四位上。
根據收錄於《熊野那智大社文書》內寬正2年2月25日（1461年4月5日）的《檀那賣券》記載，神社名稱在關於菊池氏代代相傳的先達職務的描述中出現，反映當時神社受到菊池氏以及熊野信仰的影響。天文18年（1549年），神社雖然獲都於郡城城主伊東義祐興建社殿，不過在天正6年（1578年）便毀於大友氏和島津氏的戰火之中。元和元年（1615年），神社雖然再獲高鍋藩藩主秋月種春重建，但是根據橘三喜在延寶3年9月10日（1675年10月28日）於《一宮巡詣記》的記載，當時神社規模變小，連名稱也不為人知，看棟札也無法得知其為日向的一宮。元祿5年（1692年）4月，神社獲高鍋藩藩主秋月重政重建，元祿7年12月13日（1695年1月27日）又將位於筑後國面積達1反1畝12步（約1130.58平方）的住宅轉讓予神社社司，元祿14年9月28日（1701年10月29日）還寄進20石至神社。元文年間和安政年間（1736年至1741年和1855年至1860年），神社雖然也曾經改建，但是伊能忠敬在文化9年6月9日（1812年7月17日）於都農町留宿時稱其為「規模非常小的神社」（甚だ小社なり）。
天明8年4月16日（1788年5月21日），木喰曾經納經至神社。寬政三奇人之一的高山彥九郎也曾經參拜神社。文化15年（1818年）11月，野田泉光院在遊歷各地後參拜神社，並且納經於此。此外，西鄉隆盛（1877年7月31日）、若山牧水（1902年8月2日）、尾崎士郎、岡田三郎、上泉秀信、中村地平、中川一政、井伏鱒二（同為1939年7月16日）、北原白秋（1941年3月27日）和司馬遼太郎（1976年11月中旬）等也曾經參拜神社。日本皇室方面，秩父宮雍仁親王、勢津子妃（同為1934年10月8日）、朝香宮鳩彥王（1939年6月22日）、賀陽宮恒憲王（1943年11月27日）、高松宮宣仁親王（1955年6月23日）、常陸宮正仁親王（1963年8月5日）和寬仁親王（2007年10月6日）也曾經參拜神社。

## 社格
在《延喜式神名帳》中，神社是式內小社，也是日向國內四座式內社以及兒湯郡內兩座式內社之一。一宮方面，神社作為一宮最早見於《大日本國一宮記》。根據《宮崎縣史》說法，神社與都萬神社別宮河南一宮五社大明神就一宮地位曾經存在爭論，後者稱為田吉一宮。由於都萬神社是由在廳官人日下部氏擔任神官，因此在日下部氏勢力下的地區曾有視田吉一宮為日向國一宮的傾向。相對地，根據橘三喜在延寶3年的《一宮巡詣記》記載，都農神社在當時仍然被視作一宮。此外，印鑰社也曾經自稱一宮。明治4年5月14日（1871年7月1日），神社獲列為國幣小社。1948年9月30日，神社本廳制定「幹部和職員去留相關規定」（役職員進退に関する規程，《規程第15號》），神社列於其中第五條提到的「記載於別表的神社」（別表に掲げる神社）之內，即別表神社。

## 境內
根據《日本社寺大觀》記載，神社境內面積達6700坪（約22148.76平方）左右，另有山林約2坪（約6.61平方），《神社名鑑》和1952年的《神社明細帳》稱是29255坪（約96710.74平方），不過根據《式內社調查報告》的說法，由於神社西北部興建繞行道路，因此縮減至15000坪（約49586.78平方），《全國神社名鑒》也同樣記載為15000坪。此外，由於第二鳥居的遺址距離東大鳥居約50米以南處，第三鳥居的遺址更是位於神社東南面約三公里處，因此神社在以前面積更廣，《宮崎縣史》也稱神社自古的神領達300石，在寬文6年（1666年）5月重新制定檢地帳時，才將神領大宮司領田畠劃為6町（約0.06平方公里）左右。
- 本殿
- 神樂殿（舊拜殿）

本殿佔地4坪（約13.22平方），為流造銅板屋頂建築，正面寬1尺6寸（約0.48），長2間1尺（約3.94），
2007年7月完工後，本殿的面積增至8.43坪（約27.87平方），以櫸木製成，同樣為流造建築。幣殿根據《式內社調查報告》記載佔地4.2坪（約13.88平方），《全國神社名鑒》則稱是8坪（約26.45平方）。拜殿佔地12.8坪（約42.31平方），2007年7月完工後，拜殿的面積增至59.93坪（約198.12平方），為日本扁柏製入母屋造建築，舊拜殿則變成神樂殿和神輿庫。此外，根據《式內社調查報告》記載，神社尚有神饌殿（約31.4平方）、神具殿（約14.88平方）、社務所（約245.29平方）、神符守札授與所（約22.15平方）、手水舍1.6坪（約5.29平方）以及福德寮（約73.39平方）等建築。
- 素盞鳴神社
- 手摩乳和足摩乳神社

境內社有攝社素盞鳴神社、手摩乳和足摩乳神社、末社熊野神社、稻荷神社和愛宕神社。境外社則有末社奧宮瀧神社。素盞鳴神社位於本殿左邊，祭神是素盞鳴尊。手摩乳和足摩乳神社位於本殿右邊，祭神是手摩乳和足摩乳，素盞鳴神社和手摩乳和足摩乳神社均在安政6年（1859年）10月由高鍋藩藩主秋月種殷改建而成，其後在1877年12月3日均獲指定為攝社，並且在1885年同樣獲政府出資改建。
- 熊野神社（舊本殿）
- 愛宕神社

熊野神社的祭神是早玉男命、事解男命和菊理比賣命，先後在享保元年（1716年）4月（高鍋藩藩主秋月種弘）、弘化元年（1845年）11月（高鍋藩藩主秋月種殷）、安政6年11月（河野喜之助）以及1889年11月（崇敬者）改建，山下地區的無格社愛宕神社則在1907年2月合祀於此，現社殿為神社的舊本殿。稻荷神社祭神是宇加之御魂神，先後在安政6年10月（河野喜之助）、1885年10月（河野兵三郎）以1931年4月8日（日高直吉等崇敬者）改建，1939年11月17日遷移至此。愛宕神社的祭神是火產靈神，熊野神社、稻荷神社和愛宕神社均在1878年2月11日指定為末社。
- 瀧神社

瀧神社位於川北尾下的藤見地區，祭神是高龗神，重建於明德3年（1392年），天保12年9月5日（1841年10月19日）高鍋藩藩主秋月種任前來參拜，安政3年本殿獲河野喜之助寄進而改建，1880年4月定名為瀧神社。1926年7月7日，瀧神社獲崇敬者寄進下改建鳥居，同年10月14日指定為末社。1927年3月，瀧神社獲崇敬者寄進下改建本殿，1956年、1958年和1995年3月又先後獲寄進，分別是參道石階、新建本殿和拜殿以及改建拜殿和鳥居。

## 祭事
| 月冷祭（1月和8月以外每月1日） | |     |                                                                                  |      | |
| 1月                           | 元旦祭（1月1日） 初日供祭（1月2日） 元始祭（1月3日） 昭和天皇御陵遙拜式（1月7日）                                                                                  | 5月 | 獻花祭（5月4日） 神御衣祭（5月5日） 菖蒲祭（5月5日） 國幣社列格紀念祭（5月14日） | 9月  | 重陽祭（9月9日） 瀧神社秋祭（9月23日） 祖靈社秋季祖靈祭（9月23日） 秋季皇靈祭遙拜式（9月23日）                                |
| 2月                           | 節分祭（2月3日） 紀元祭（2月11日） 祈年祭（2月17日） 熊野神社例祭（2月21日） 天長祭（2月23日） 愛宕神社例祭（舊曆正月24日） 節分追儺式和火焚神事（節分前的星期日） | 6月 | 夏越大祓式（6月30日）                                                            | 10月 | 神嘗奉祝祭（10月17日） 新穀感謝祭（10月17日） 稻荷神社秋祭（舊曆9月初午）                                                     |
| 3月                           | 桃花祭（3月3日） 瀧神社春祭（3月20日） 祖靈社春季祖靈祭（3月20日） 春季皇靈祭（3月20日） 稻荷神社春祭（舊曆2月初午）                                               | 7月 | 御遷座紀念祭和七夕祭 （7月7日） 夏祭前夜祭（7月31日）                            | 11月 | 明治祭（11月3日） 神御衣祭（11月8日） 新嘗祭（11月23日）                                                                      |
| 4月                           | 神武天皇御陵遙拜式（4月3日） 昭和祭（4月29日） 勸學祭（開學禮當天）                                                                                                | 8月 | 夏祭發輿祭（8月1日） 夏祭還幸祭（8月2日）                                        | 12月 | 冬祭前夜祭（12月4日） 例大祭（12月5日） 煤拂祭（12月27日） 大繪馬奉納奉告祭（12月27日） 大祓式（12月31日） 除夜祭（12月31日） |

## 註解
1. ↑  高智保皇神可能是指高千穗神社或槵觸神社（日语：槵觸神社）[7]。
2. ↑  河南一宮五社大明神現為恒久神社[13]。
3. ↑  印鑰社現為印鑰神社[14]。

## 外部連結
- . 都農神社.   [2023-09-14]. （原始内容存档于2023-09-14） （日语）.
- 的Facebook專頁
- 的Instagram帳戶
- . 宮崎縣觀光協會.   [2023-09-14]. （原始内容存档于2022-10-02） （日语）.
- . 都農町觀光協會.   [2023-09-14]. （原始内容存档于2023-03-15） （日语）.
- . 全國一之宮巡拜會.   [2023-09-14]. （原始内容存档于2023-03-27） （日语）.